# Danilo Vaona
Danilo Vaona (n. 24 noiembrie 1951, Vigevano, Lombardia, Italia) este un compozitor și dirijor italian.